# Kill Your Darlings
Kill Your Darlings er en film fra 2006, som er instrueret af Björne Larson og skrevet af Björne Larson og Johan Sandström . I et interview med Svenska Dagbladet, sagde Larson, at filmen er baseret på en virkelig begivenhed i hans liv, da han mødte en tilsyneladende flink mand på en internetcafe i Los Angeles, der endte med at forlade Larsson bundet og fastholdt i en ørken. Filmen har en cast af mange af de mest populære moderne svenske aktører (Fares Fares, far og sønStellan og Alexander Skarsgård, og Andreas Wilson fra den Oscar-nominerede film Evil) og nogle mindre kendte amerikanske skuespillere (Julie Benz, Greg Germann og Lolita Davidovitch).

## Plot
En svensk manuskriptforfatter (Andreas Wilson) prøver lykken i LA, men det er svært. For at tjene til lejen, skal han arbejde som fastfoodfotograf. Filmen handler om hans rejse i ørkenen med en fremmed kvinde (Lolita Davidovich) og tre forskellige karakterer på turen gennem ørkenen til en berømt psykolog; en selvmorderisk husmor (Benz), en slags gangster (Fares) og en transvestit (Alexander Skarsgård).

## Cast
- Lolita Davidovich som Lola
- Andreas Wilson som Erik
- Fares Fares som Omar
- Alexander Skarsgård som Geert
- Julie Benz som Katherine
- John Larroquette som Dr. Bangley
- Greg Germann som Stevens
- Benito Martinez som Officer Jones
- John Savage som Rock
- Terry Moore som Ella Toscana
- Skye McCole Bartusiak  som Sunshine
- Michelle Bonilla som Susan (som Michelle C. Bonilla)
- Scott Williamson som Rob Wolfton
- Ashlyn Sanchez som Meadow
- Michael Cutt  som Lou (som Michael J. Cutt)
- Stellan Skarsgård  som Eriks far